# Баргуна (зіла)
Баргуна (бенг. বরগুনা Borguna) — район у департаменті Барісал, Бангладеш. Він розташований у південній частині Бангладешу. Баргунський підрозділ було створено в 1969 році та 28 лютого 1984 року переведено в район.

## Історія
Район Баргуна знаходився в районі Сундарбан. З плином часу люди почали розчищати ліс, вирубуючи дерева, і почали тут жити. Колись сюди приходили лісові купці, щоб з лісу збирати дрова.

## Географія
Загальна площа Баргунського району становить 1939,39 кв км2. Він був створений як район 28 лютого 1984 року. На півночі межує з районами Джалкаті, Барісал, Піроджпур і Патуакхалі . На сході межує з районом Патуахалі. На півдні Баргуна обмежена районом Патуахалі та Бенгальською затокою. На заході він межує з округами Піроджпур і Багерхат. Є шість упазіл, шість тана, чотири муніципалітети, 42 спілки та 560 сіл. До важливих річок належать річка Пайра, річка Бішхалі, річка Хакдон, річка Балешвар і річка Харінгата. Загальна площа річки 160 м км2, що становить 22% від загальної площі району. Крім того, в районі є 300 природних каналів. Середньорічна температура становить 33,3° за Цельсієм, а найнижча річна температура — 12,1° за Цельсієм. Річна кількість опадів району становить 2506 опадів мм. Загальна площа заповідного лісу становить 30533,90 га.

## Адміністративно-територіальний поділ
Баргунський район має 6 упазил і 42 спілки. Талталі найновіший. Упазили слідуючі:
| Упазила       | Площа (км 2 ) | № спілок | Населення (2011) |
| ------------- | ------------- | -------- | ---------------- |
| Амталі        | 720,76        | 7        | 244,438          |
| Бамна         | 101.05        | 4        | 79,564           |
| Баргуна Садар | 454,39        | 10       | 219,729          |
| Бетагі        | 167,75        | 7        | 110 926          |
| Патхаргхата   | 387,36        | 7        | 134,635          |
| Талталі       | 258,94        | 7        | 88 004           |

## Видатні місця
- Мечеть Бібічіні Шахі, розташована в Бетагі[7]
- Буддійський храм, розташований у Талталі[7]
- Буддійська академія[7]
- Екопарк Хорін Гхата, розташований у Патхаргхаті
- Ашар Чар
- Острів Біханга